# Монтепульчано (виноград)

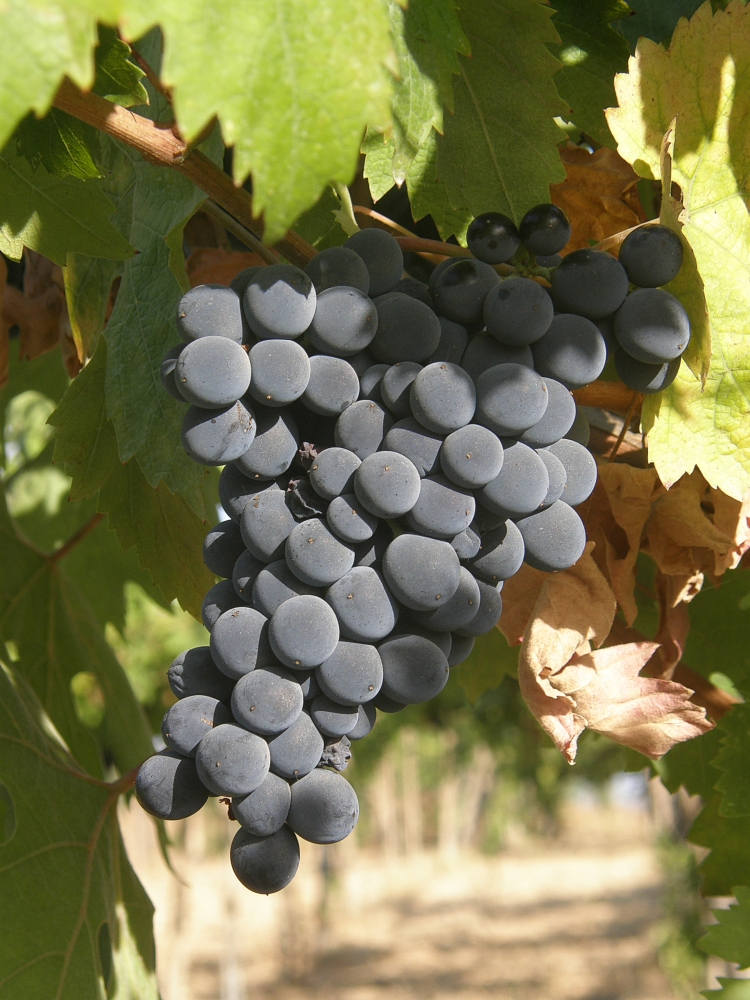
Монтепульчано

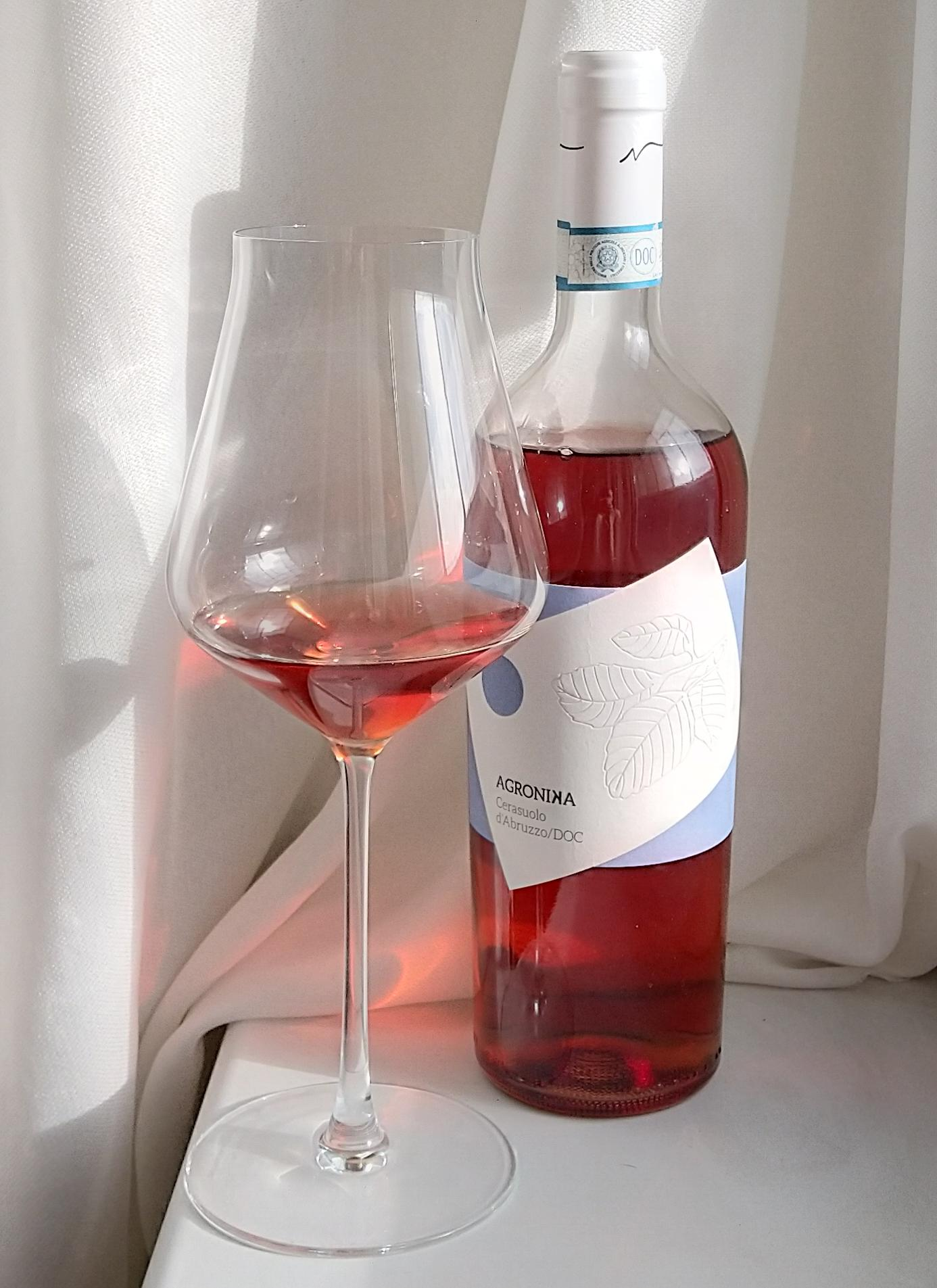
Рожеве вино з Монтепульчано

Монтепульчано (італ. Montepulciano) — сорт червоного винограду, культивується у центральних регіонах Італії, зокрема Абруццо, також Марке та Молізе.

## Історія
Батьківщиною Монтепульчано вважається Абруццо, точніше та частина регіону, яка примикає до гірської вершини Майелла. Про Монтепульчано згадував Пліній Старший, численні джерела XVIII століття вказують на те, що цей сорт був поширений в Абруццо вже в ті часи. Але тільки ампелографія в 1875 році диференціювала Монтепульчано від Санджовезе і від Пруньоло Джентілі.

## Характеристики сорту
Кущі середнього розміру. Квітка двостатева. Гроно середнє, конічне або циліндроконічне, щільне або середньої щільності. Плоди невеликого розміру, маса приблизно 8 грамів, овальної форми з щільною шкіркою, яку можна їсти. Колір інтенсивний, темний, синьо-фіолетовий. Листя насичені зелені, середнього розміру, п'ятикутні, опущені вниз, глибокорозсічені, п'ятилопатеві, знизу опушені. Смак винограду кислуватий, солодкий з терпким присмаком, післясмак якого нагадує ожиновий присмак. Врожайність середня або висока, досить стабільна. Стійкість Монтепульчано до весняних заморозків висока, до мільдью і оїдіуму — слабка, до гнилі — висока.

## Характеристики вина
З монтепульчано виробляють червоні та рожеві вина. Червоне вино насиченого червоно-рубінового кольору, який з віком переходить в гранатовий. Запах квітково-фруктовий з відтінками спецій. Основні аромати — шовковиця, вишня, волога земля, спеції, особливо чорний перець, тони какао і тютюну. Смак сухий, м'який, таніни середні. Рожеві вина з монтепульчано мають гарний потенціал для витримки, один з найкращих у світі для рожевих вин.